# 2013年伊那羅塔利地震
2013年伊那羅塔利地震是發生於2013年4月6日當地時間（UTC+9）13時42分36秒的地震，震央位在印尼巴布亞省的伊那羅塔利東方約240公里處，震源深度68公里。

## 發生原因
震央位於印度-澳洲板塊與太平洋板塊交界帶的聚合板塊邊緣，發生碰撞因而形成地震。

## 災情
由於位置發生於人煙稀少的山區，未傳出任何災情。此次地震无人伤亡。

## 外部連結
- M7.0 - 239km E of Enarotali, Indonesia 2013-04-06 04:42:36 UTC（页面存档备份，存于） - USGS